# Burtina continua
Burtina continua là một loài bướm đêm trong họ Geometridae.